# 1337 Gerarda
1337 Gerarda este un asteroid din centura principală, descoperit pe 9 septembrie 1934, de Hendrik van Gent.